# الفيلق الثاني والعشرون ديوتاريانا
الفيلق الثاني والعشرون ديوتاريانا (باللاتينية: Legio XXII Deiotariana) فيلق في الجيش الإمبراطوري الروماني، أسس حوالي عام 48 ق.م. وحل خلال التمرد اليهودي في شمعون بار كوخبا بين عامي 132-136. تأتي سمة الفيلق من ديوتاروس (باللاتينية: Deiotarus) وهو ملك لغلاطية (في وسط الأناضول حاليا) التي كانت تابعة للإمبراطورية الرومانية.

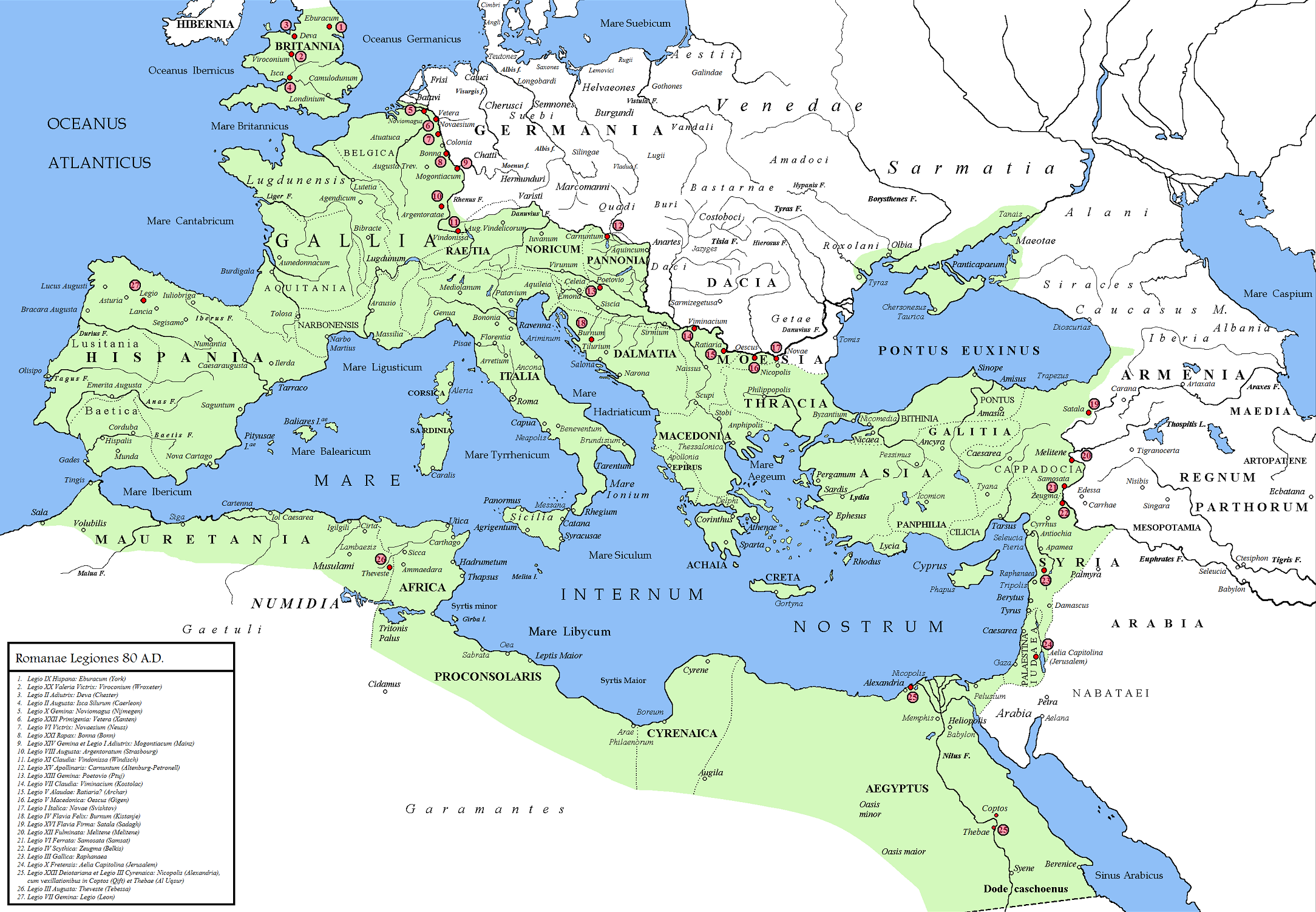
خريطة لاتينية للإمبراطورية الرومانية تظهر الإسكندرية التي كانت مكان تمركز الفيلق الثاني والعشرين ديوتاريانا

## قصة زوال الفيلق
زوال الفيلق قضية تاريخية في القرن الثاني لم يحل لغزها بعد. ورد آخر سجل مؤكد للفيلق الثاني والعشرين ديوتاريانا في عام 119. وفي عام 145 لم يتم إدراج الثاني والعشرين ديوتاريانا عندما أعدت قائمة بجميع الجحافل الموجودة. لا يُعرف ما إذا كان الفيلق قد حُل لأسباب إدارية أو أنه تعرض للتدمير أثناء نزاع.
من المقترح عمومًا أن الفيلق الثاني والعشرين ديوتاريانا تكبد خسائر فادحة خلال التمرد اليهودي في شمعون بار كوخبا. وفقًا لكتاب بيتر شافر الصادر عام 2003، فإن «اختفاء الفيلق الثاني والعشرين ديوتاريانا خلال تمرد كوخبا غير مؤكد وعموما غير مقبول كحقيقة». من جهة أخرى، وجدت أدلة من مدينة قيسارية ماريتيما الرومانية حصلت على دعم عدة علماء قاموا بتفسير نقوش مؤرخة حوالي عام 133-134 وجدت على قناة مياه على أنها تشير إلى الفيلق الثاني والعشرين ديوتاريانا. إذا كانت النقوش فعلًا مرتبطة بالفيلق فإنها تحدد آخر موقع معروف للفيلق في مقاطعة يهودا أثناء تمرد بار كوخبا، وبهذا تكون تلك الحرب التفسير الأكثر منطقية لاختفاء الفيلق. وفقًا لإسحاق ورول (بالإنجليزية: Isaac and Roll)‏، فإن حقيقة أن النقش قد مسح عمدا كانت بمثابة مسح من الذاكرة (دامناتيو ميمورياي) بسبب هزيمة الفيلق الثاني والعشرين. ومع ذلك، ووفقًا لعالم آخر (بالإنجليزية: Negev)‏، قد يُنسب النقش إلى فيلق فيراتا أو فيلق ديوتاريانا.